# Єрмоленко Світлана Яківна
Світла́на Я́ківна Єрмо́ленко (нар. 30 жовтня 1937, м. Уссурійськ, Приморський край, РРСФР) — українська мовознавиця, докторка філологічних наук з 1984, професорка з 1990, академкиня НАН України з 2021. Працює в галузі лінгвостилістики, стилістики слов'янських мов, синтаксису, теорії літературної мови, лінгвофольклористики, культури мови, правопису, українознавства, славістики.
Одна з керівників робочої групи Української національної комісії з питань правопису, заснованої 1994 року. Керівник робочої групи Української національної комісії з питань правопису, затвердженої КМУ 2015 р. [Архівовано 2 жовтня 2019 у Wayback Machine.]
Відзначилась тим, що надсилала до видавництв списки заборонених українських слів, які були не схожі на російські.

## Життєпис
Світлана Єрмоленко (Скляр) народилася 30 жовтня 1937 року в м. Уссурійськ Приморського краю, Росія.
Світлана Скляр, випускниця 1954 року, стала першою медалісткою Козинської школи (нині Козинський колегіум) Радивилівського району.
Закінчила 1959 року Київський державний університет імені Тараса Шевченка.
З 1959 року працювала в Інституті мовознавства імені О. О. Потебні НАН УРСР (з 1987 року — завідувачкою відділу культури мови), з 1991 року — в Інституті української мови НАН України (завідувачкою відділу стилістики та культури мови).
У радянські часи відзначилась тим, що надсилала до видавництв списки заборонених українських слів, які були не схожі на російські. Всіляко виступала та виступає за збереження запозичень та кальок з російської мови.
Почесний краєзнавець України (2017).

## Наукова діяльність
Праці з лінгвостилістики, синтаксису, мови фольклору, правопису, культури мови:
- індивідуальні монографії — «Синтаксис віршової мови» (1969), «Синтаксис і стилістична семантика» (1982), «Фольклор і літературна мова» (1987), «Нариси з української словесності (стилістика і культура мови)» (1998), «Мова і українознавчий світогляд» (2007), «Мовно-естетичні знаки української культури» (2009).
- колективні монографії та монографії у співавторстві — «Українська літературна вимова і наголос. Словник-довідник» (1973), «Мова і час» (1977), «Життя слова» (1978), «Складні випадки українського правопису» (1980), «Жанри і стилі в історії української літературної мови» (1989), «Культура української мови. Довідник» (1990), «Новий російсько-український словник-довідник» (1996), «Новий російсько-український словник-довідник юридичної, банківської, фінансової, бухгалтерської та економічної сфери» (1998), «Словник епітетів української мови» (1998), «Короткий тлумачний словник лінгвістичних термінів» (2001), «Літературна норма і мовна практика» (2013) [Архівовано 26 листопада 2019 у Wayback Machine.], «Територія мови Тараса Шевченка» (2016) та ін.

Керівниця української групи проєкт Najnowsze dzieje języków slowiańskich (координатор С. Ґайда; Ополе, Польща), що відбувався під егідою Міжнародного комітету славістів. Результатом стало колективне дослідження «Українська мова 1945—1995 pp.» (1999 р.). С. Я. Єрмоленко — керівниця проєкт відділу стилістики та культури мови Інституту української мови НАН України «Українська лінгвостилістика XX — початку XXI ст.: система понять і бібліографічні джерела» (2007) (виконавці — С. Я. Єрмоленко (керівник), С. П. Бибик, Т. А. Коць, Г. М. Сюта, С. Г. Чемеркін та ін.)
Разом з Олександром Тараненком керувала робочою групою Української національної комісії з питань правопису, заснованої 1994 року. Входила також до складу наступних комісій з правопису.
Авторка підручників з української мови для загальноосвітніх навчальних закладів (співавтори — В. Т. Сичова, М. Г. Жук).
Редакторка збірника «Культура слова». Член редколегії та один з авторів енциклопедії «Українська мова».
Наукова редакторка третього тому академічного тлумачного «Словника української мови» у 20 томах.